# Gemeinnützige Krankentransport GmbH

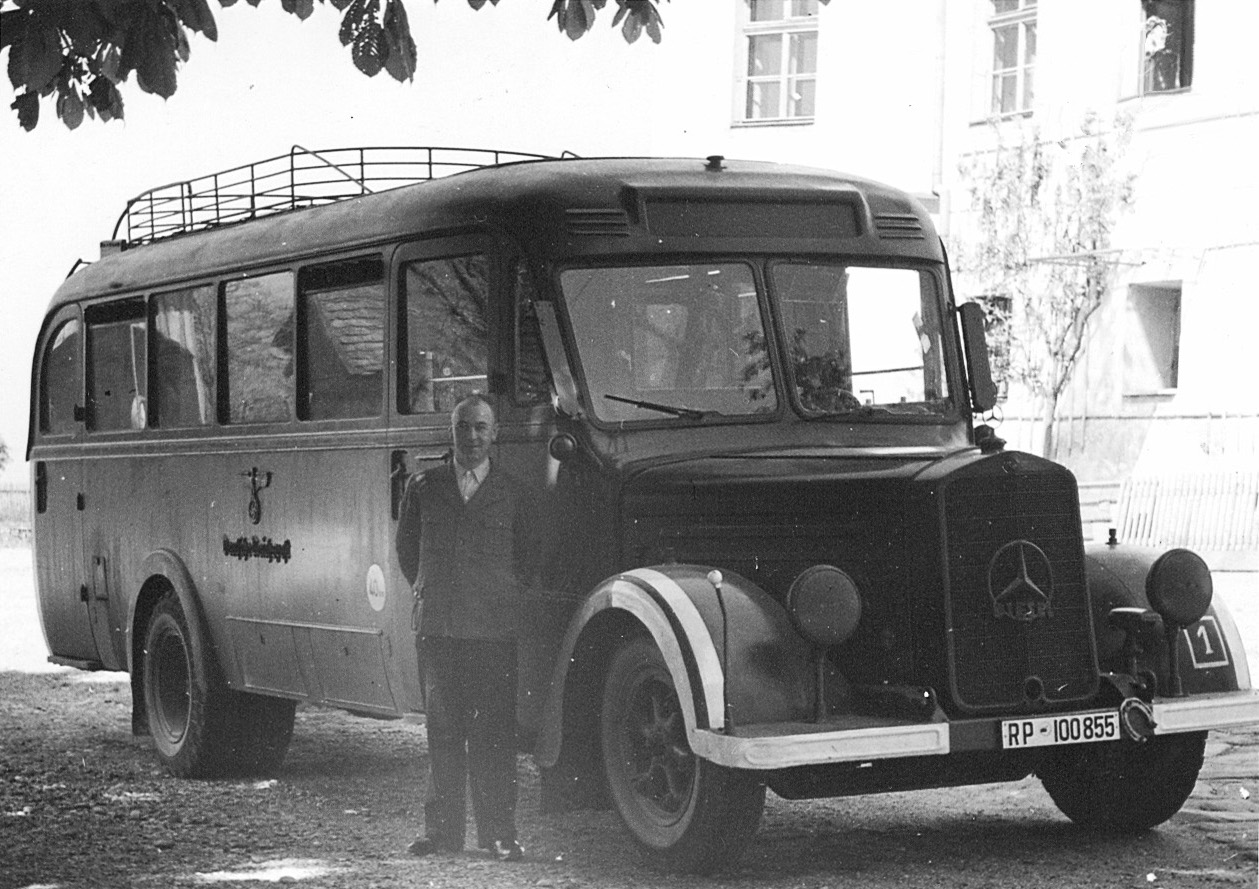
Un autobús Gekrat y su conductor.

La Gemeinnützige Krankentransport GmbH (conocida como Gekrat o GeKraT, comúnmente traducida como "Ambulancia caritativa") era una subdivisión del programa Aktion T4. La empresa de nombre eufemístico transportaba a personas enfermas y discapacitadas a los centros de exterminio nazis para ser asesinadas bajo el programa de eugenesia nazi y era conocida por los autobuses grises que utilizaba. Las muchas víctimas fueron asesinadas en cámaras de gas selladas con monóxido de carbono suministrado en cilindros de metal y alimentados a través de rociadores falsos que parecían ser cabezales de ducha. El programa Aktion T4 fue dirigido por Victor Brack, quien fue juzgado por sus crímenes en Núremberg y ejecutado como resultado. La operación fue ordenada por Adolf Hitler a principios de septiembre de 1939 y organizada por Philip Bouhler y Karl Brandt de la Cancillería del Reich. Ninguno de los dos sobrevivió después de la guerra.

## Antecedentes

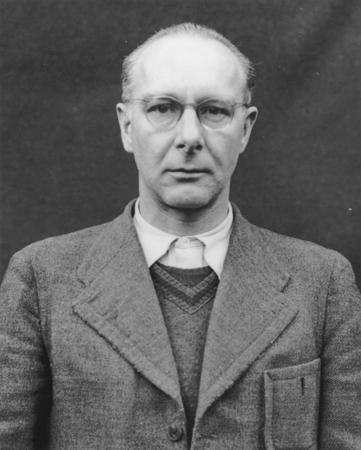
Viktor Brack, organizador del programa T4.

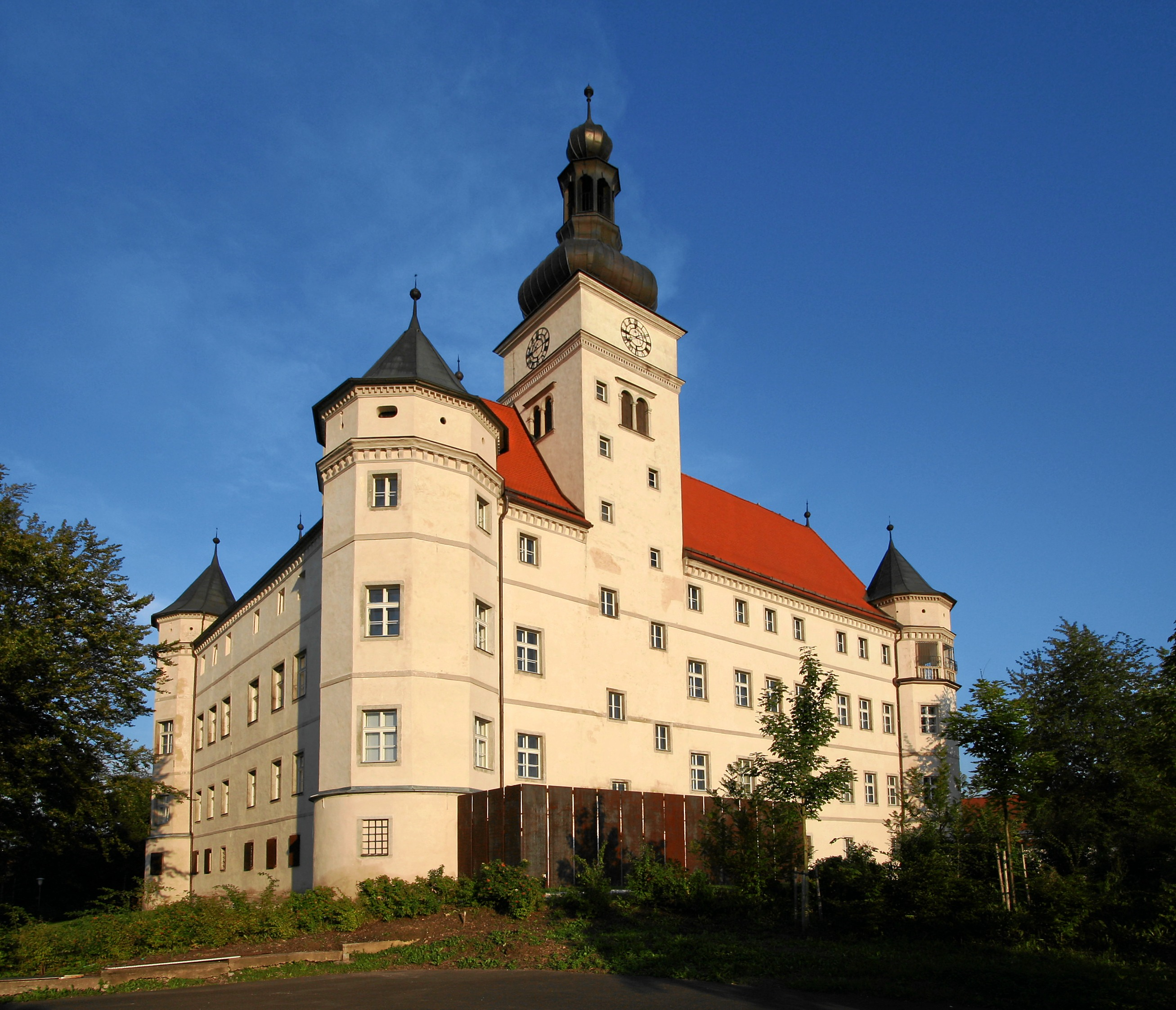
Castillo de Hartheim en 2005.

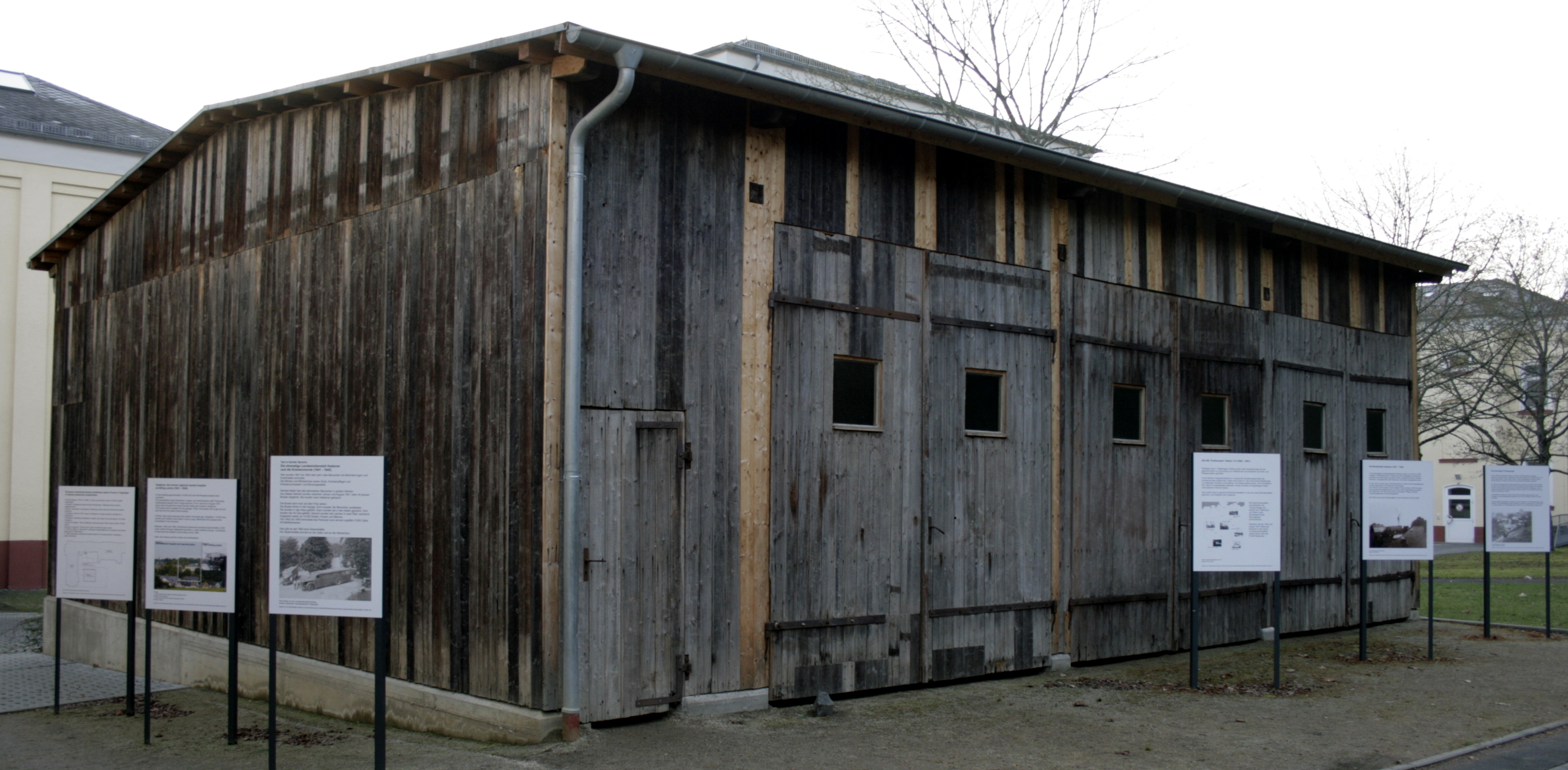
Garaje de los "autobuses grises" en el centro de exterminio de Hadamar.

La Gekrat fue creada para transportar a las víctimas a los centros de exterminio el de Grafeneck, Brandeburgo, Schloss Hartheim, Schloss Sonnenstein, Bernburg y Hadamar. También se encargaba de algunas tareas administrativas. Cuando los familiares escribían a los hospitales a los que habían enviado a sus seres queridos, ese correo se reenviaba a la Gekrat, que no respondía a las consultas, pero permitía a las instituciones proporcionar información muy limitada. La información se proporcionaba solo como un medio para que los nazis siguieran recibiendo el pago del alojamiento y la comida. Reinhold Vorberg dirigía la oficina central de transporte. Hermann Schwenninger fue nombrado director ejecutivo.

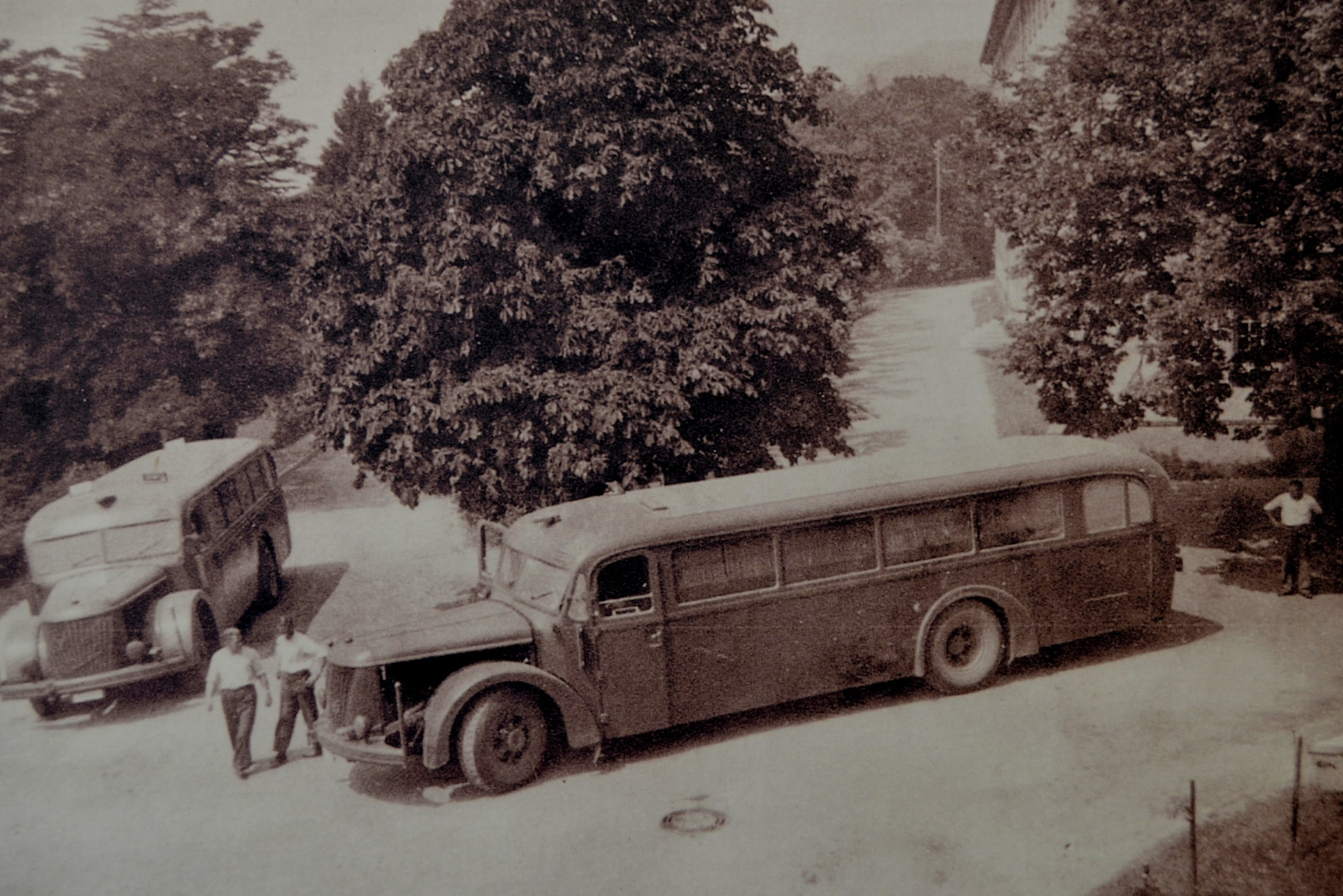
Uno de los "autobuses grises" en el centro de exterminio de Hadamar.

Después de 1941, la Gekrat también se encargaba del transporte para el programa Aktion 14f13, que eliminaba a los prisioneros enfermos y a los que ya no podían trabajar em los campos de concentración nazis llevándolos a los centros de exterminio, donde fueron enviados a las cámaras de gas y asesinados.

## Después de 1945
Vorberg huyó a España en 1961, pero fue extraditado a Alemania en marzo de 1963. Después de un juicio que duró 20 meses, fue condenado a 10 años de prisión por complicidad en el asesinato de miles de personas.
Hay un monumento a los muertos por el Aktion T4 y el Aktion 14f13 en Stuttgart. Diseñado con la forma de uno de los autobuses antiguos, un monumento es fijo y el otro se traslada a diferentes lugares donde murieron personas en el programa T4.